# Jazda drużynowa na czas

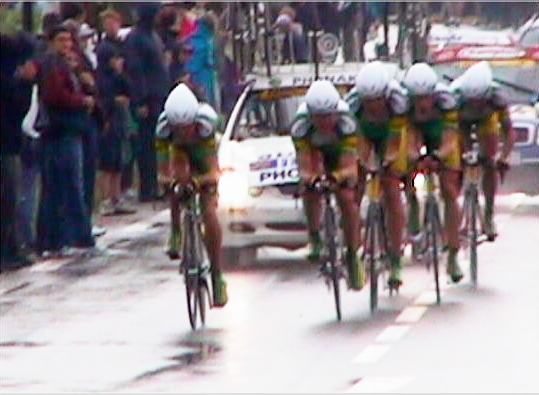
Phonak-Team podczas czasówki drużynowej na Tour de France 2004

Podwójny wachlarz

Drużynowa jazda na czas (team-time-trial, TTT, czasówka drużynowa) - jedna z konkurencji w ramach kolarstwa szosowego, również dyscyplina olimpijska od 1912 do 1992 r. Najbardziej jednak znana z wieloetapowego wyścigu Tour de France, gdzie po raz pierwszy rozgrywana była w 1935 r. Później jednak przez długi czas (z małymi wyjątkami) w programie  Tour de France nie było tej konkurencji, ponieważ krzywdziło to dobrych kolarzy, mających słabe drużyny. W 1999 r. zauważono medialność tej konkurencji i jej atrakcyjność dla telewidzów, co spowodowało jej przywrócenie na stałe na trasę TdF. Od 2004 r. istnieje tutaj nowa reguła, według której drużyna zajmująca w czasówce drużynowej 2. miejsce może stracić do pierwszej drużyny maksymalnie 30 sekund. Kolejne drużyny mogą tracić najwyżej 20 sekund na miejsce.
Jazda drużynowa wygląda w ten sposób, że kolarze jadą jeden za drugim, bądź tworzą specjalny układ, tzw. podwójny wachlarz, co daje całej drużynie mniejsze opory aerodynamiczne. Główną zasadą w czasówkach drużynowych jest to, że na metę musi dojechać co najmniej pięciu kolarzy z drużyny (dotyczy Tour de France), a na mecie liczy się czas piątego zawodnika, przepisywany na całą drużynę. 
Na olimpiadzie rozgrywano w latach 1960–1992 czasówkę drużynową na 100 km, która po włączeniu zawodowców do rozgrywek olimpijskich w 1996 została zniesiona na rzecz czasówki indywidualnej
Wraz z początkiem serii UCI ProTour jazda drużynowa na czas jest włączona do kalendarza ProTour. W 2005 r. wyścig ten odbył się w Eindhoven.

## Jazda na czas parami
Jest to szczególna odmiana jazdy drużynowej na czas. Udział w niej bierze tylko dwóch kolarzy naraz, tworząc jedną drużynę. Najbardziej znaną czasówką parami, zwaną często drużynową czasówką dwójek, jest LuK Challenge w Bühl, uznawany także za nieoficjalne mistrzostwa świata w jeździe parami.